# Wombo
Wombo是一款於 2021 年推出的加拿大影像處理手機應用程式，利用用戶提供的自拍照製作深度偽造（deepfake）影片，讓人物能夠對多首歌曲進行口型同步。該應用程式於 2023 年 5 月因版權問題而關閉，並改為上架一款基於自拍照片生成迷因圖的應用程式Wombo Meme。

## 功能
WOMBO 允許用戶拍攝新的或現有的自拍照，然後從精選列表中選擇一首歌曲，以創建一段視頻，人工同步自拍照的頭部和嘴唇與歌曲。 該應用程式適用於任何類似人臉的圖像， 但對於三維角色，尤其是面對鏡頭正面時效果最佳。 這些歌曲通常與網路迷因相關，包括「Witch Doctor」和「Never Gonna Give You Up」。 頭部動作來自於表演者為每首歌曲錄製的現有舞蹈編排， 這些動作會通過人工智慧標記人臉各部分並映射到輸入的圖像上。 所有輸出的視頻均包含顯眼的水印，旨在讓影片看起來不太像真實的影片。
該應用程式提供一個付費層級 ，提供用戶優先處理時間和無應用內廣告的體驗。
Wombo 在雲端運算中處理圖像， 不同於早期的應用程式，如 FaceApp。 首席執行官 Ben-Zion Benkhin 表示，所有用戶數據在 24 小時後會被刪除。

## 開發
Wombo 在加拿大開發，並於 2021 年 2 月推出， 在 1 月經歷了測試階段。 Wombo 首席執行官 Ben-Zion Benkhin 表示，他在 2020 年 8 月獲得了這個應用程式的靈感。 該應用程式的名稱來自於遊戲 任天堂明星大亂鬥DX中的俚語 wombo combo。 該應用程式在 App Store 和 Google Play Store 均可下載。

## 反響
在推出的前三週內，該應用程式的下載量超過 2000 萬次， 並且使用該應用程式創建了超過 1 億段影片。 深度偽造技術的突然興起被形容為「我們尚未準備好的文化轉捩點」， 因為現在可以在短時間內從社交媒體上的任何圖片創建深度偽造影片。

## 外部連結
- 官方网站 該應用程式於2023年5月關閉。